# Contea di Rockingham (New Hampshire)
La contea di Rockingham, in inglese Rockingham County, è una contea dello Stato del New Hampshire, negli Stati Uniti d'America. La popolazione al censimento del 2000 era di 277 359 abitanti, 299 276 secondo una stima del 2009. Il capoluogo di contea è Brentwood.

## Geografia fisica
La contea si trova nella parte sud-orientale del New Hampshire. L'U.S. Census Bureau certifica che l'estensione della contea è di 2 056 km², di cui 256 km² coperti da acque interne.
Il confine con il Maine è dato dal fiume Piscataqua. Questa è l'unica contea del New Hampshire ad avere un affaccio sull'Oceano Atlantico. Sulla costa si trovano alcuni centri di villeggiatura, come Hampton Beach con il suo casinò e Rye con diverse spiagge e l'isola di Shoals.
Il capoluogo di contea è Brentwood e altri centri importanti sono New Castle, Hampton, Raymond e Newmarket.

### Contee confinanti
- Contea di Strafford - nord
- Contea di York (Maine) - nord-est
- Contea di Essex (Massachusetts) - sud
- Contea di Hillsborough - ovest
- Contea di Merrimack - nord-ovest

## Storia
A North Salem si trova un sito archeologico risalente all'anno 1000 a.C. circa. Tra la fine del 1600 e gli inizi del 1700 i nativi Abenachi, Squamscott e Pennacook si scontrarono con i coloni che invasero la regione. Portsmouth, il primo insediamento del New Hampshire (1623), era un importante porto commerciale e vi si trovano diversi edifici storici. La contea di Rockingham, una delle contee originali del New Hampshire, fu creata nel 1769 e deve il suo nome a or Charles Watson-Wentworth, II marchese di Rockingham. Nel 1771 il capoluogo divenne Exeter e nel 1997 fu trasferito a Brentwood.

## Comuni
- Atkinson - town
- Auburn - town
- Brentwood - town
- Candia - town
- Chester - town
- Danville - town
- Deerfield - town
- Derry - town
- East Kingston
- Epping - town
- Exeter - town
- Fremont - town
- Greenland - town
- Hampstead - town
- Hampton - town
- Hampton Falls - town
- Kensington - town
- Kingston - town
- Londonderry - town

- New Castle - town
- Newfields - town
- Newington - town
- Newmarket - town
- Newton - town
- North Hampton - town
- Northwood - town
- Nottingham - town
- Plaistow - town
- Portsmouth - city
- Raymond - town
- Rye - town
- Salem - town
- Sandown - town
- Seabrook - town
- South Hampton - town
- Stratham - town
- Windham - town